# Chilia Nouă
Chilia Nouă (în ucraineană Кілія, transliterat: Kilia) este un oraș-port dunărean situat pe malul stâng, nordic al Brațului Chilia, și aflat în prezent în Ucraina, Regiunea Odesa. 
Este capitala raionului omonim, ce mai are o populație românească de 16%. O mare parte din aceasta se găsește chiar în oraș (tradițional, românii locuiau în apropierea Dunării și a vechii cetăți).

## Istoric
Orașul actual a început să se dezvolte în secolul al XIX-lea, sub stăpânire rusească, în jurul vechiului târg moldovenesc, el însuși apărut în jurul cetății Chilia, fortificație din timpul lui Ștefan cel Mare (același proces de urbanizare-colonizare s-a produs în toată Basarabia). În octombrie 1813 fosta moschee din Chilia transformată în biserică cu hramul Acoperământul Maicii Domnului, este sfințită și redată sfintei slujbe.

### Evoluția istorică a populației
Populația băștinașă a orașului este cea românească, așa cum o arată și documentele și cronicile medievale, până la primele recensăminte din epoca modernă (care indicau o majoritate absolută românească). De exemplu, până în 1806 inclusiv, nu exista în oraș nici o familie de rusofoni, iar românii erau în jur de 92%. La 1808 (epoca războaielor ruso-turce), primul recensământ făcut sub ocupația temporară rusească arăta că în oraș trăiau cca 82% români, 12% ruși (probabil lipoveni) și 6% armeni, evrei și greci.
După ocuparea Basarabiei în 1812, autoritățile țariste au construit, în jurul vechiului târg, un oraș nou, cu străzile întretăindu-se în unghiuri drepte, populat cu ruși și ucraineni veniți din alte părți ale imperiului. Astfel, deja la 1816 românii scăzuseră la 42%, fiind urmați de ruteni colonizați (38%) și lipoveni (14%). Se observă că rușii ori dispăruseră - ceea ce înseamnă că la 1808 ei erau doar trupe temporare de ocupație și nu s-au sedentarizat - ori era vorba de fapt de ruși-lipoveni încă din 1808. De asemenea, comunitatea evreiască devenise insignifiantă.
În concluzie, după recensămintele oficiale rusești, în decurs de un singur deceniu (1806-1816), proporția românilor în oraș a scăzut drastic, cu 50 procente, ei devenind practic o minoritate (raportată la populația totală), chiar dacă încă erau cel mai numeros grup etnic.
Deznaționalizarea a continuat mai lent în perioada 1856-1878 (când Chilia Nouă a făcut parte din România), accentuându-se după 1878 (când orașul a redevenit rusesc). Astfel că la recensământul țarist din 1897, mai puțin de un sfert din populația orașului rămăsese românească (pe locul 1, deși nu majoritari, trecuseră deja ucrainenii).

## Demografie
Componența lingvistică a orașului Chilia Nouă
     Rusă (55,5%)
     Ucraineană (39,56%)
     Română (2,93%)
     Bulgară (1,17%)
     Alte limbi (0,3%)
Conform recensământului din 2001, majoritatea populației orașului Chilia Nouă era vorbitoare de rusă (55,5%), existând în minoritate și vorbitori de ucraineană (39,56%), română (2,93%) și bulgară (1,17%).

## Galerie de imagini

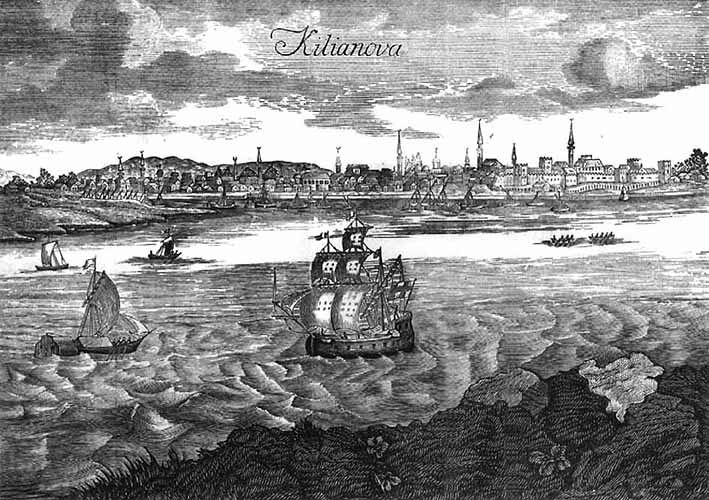
Chilia în secolul al XV-lea.
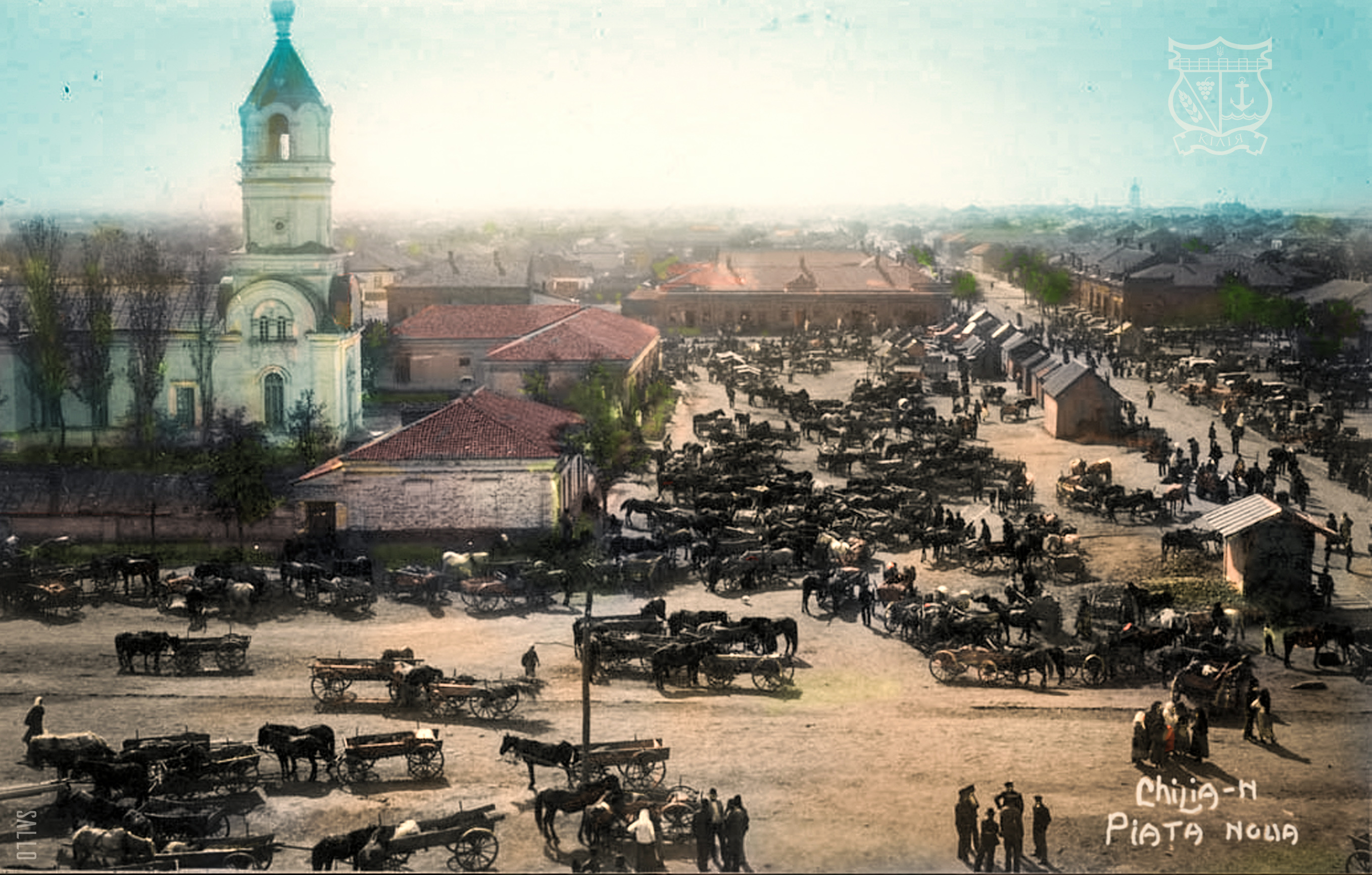
Târgul Chiliei la înc. secolului XX.